# Минало (1910 – 1920)
„Минало“ с подзаглавие Българо-македонско научно списание. Излиза четири пъти през годината е българско научно списание за история, редактирано от Георги Баласчев.
Списанието излиза от 1909 до 1920 година с прекъсване в 1912 година заради Балканската война. В него пишат Гаврил Кацаров, Йордан Иванов, Димитър Мишев, Диаманди Ихчиев, Никола Мушмов, Иван Снегаров, Димитър Йоцов и други. В списанието излизат статии по археология, етнография, история, икономика, документи за историята на българските земи.
| Годишнина | Броеве | Дата        |
| --------- | ------ | ----------- |
| I         | 1 – 4  | 1909 – 1910 |
| II        | 5 – 8  | 1911 – 1913 |
| III       | 9 – 10 | 1914 – 1919 |
|           |        | 1942        |

Общо излизат 10 книжки, като последната 10 книжка е книгата на Баласчев „Бележки върху изкуството в българските земи през средните и по-нови векове“. В 1942 година излиза юбилеен брой, посветен на живота и делото на Баласчев, под редакцията на Павел Делирадев.